# 24h Le Mans 1928
24h Le Mans 1928 – 6. edycja długodystansowego wyścigu 24h Le Mans. Wyścig odbył się w dniach 16–17 czerwca 1928, udział w nim wzięło 66 kierowców z 6 państw.

## Informacje
| Statystyki                  | Statystyki          |
| --------------------------- | ------------------- |
| Długość okrążenia           | 17,262 km           |
| Dystans wyścigu             | 2 669,272 km        |
| Średnia prędkość            | 111,272 km/h        |
| Przewaga lidera             | 12,678 km           |
| Najszybsze okrążenie        | Henry Birkin (8:07) |
| Kierowcy według narodowości |                     |
| Francja                     | 43                  |
| Wielka Brytania             | 18                  |
| Rumunia                     | 2                   |
| Argentyna                   | 1                   |
| Monako                      | 1                   |
| Włochy                      | 1                   |
| Łącznie                     | 66                  |

## Wyniki wyścigu
| Poz.  | Klasa | Nr | Zespół                                 | Kierowcy                                      | Samochód                      | Silnik               | Okrążenia |
| ----- | ----- | -- | -------------------------------------- | --------------------------------------------- | ----------------------------- | -------------------- | --------- |
| 1     | 5.0   | 4  | Bentley Motors Ltd.                    | Woolf Barnato Bernard Rubin                   | Bentley 4½ Litre              | Bentley 4.4L I6      | 154       |
| 2     | 5.0   | 1  | C.T. Weymann                           | Éduoard Brisson Robert Bloch                  | Stutz DV16 Blackhawk          | Stutz 4.9L I8        | 153       |
| 3     | 5.0   | 8  | –                                      | Henri Stoffel André Rossignol                 | Chrysler 72 Six               | Chrysler 4.1L I6     | 144       |
| 4     | 5.0   | 7  | –                                      | Jean Ghica Cantacuzino G. Ghica Cantacuzino   | Chrysler 72 Six               | Chrysler 4.1L I6     | 139       |
| 5     | 5.0   | 3  | Bentley Motors Ltd.                    | Sir Henry Birkin Jean Chassagne               | Bentley 4½ Litre              | Bentley 4.4L I6      | 135       |
| 6     | 1.5   | 27 | –                                      | Maj. Maurice Harvey Harold Purdy              | Alvis TA                      | Alvis 1.5L I4        | 132       |
| 7     | 1.1   | 32 | –                                      | Michel Doré Jean Treunet                      | B.N.C.                        | B.N.C. 1.1L I4       | 131       |
| 8     | 2.0   | 12 | –                                      | Robert Benoist Christian Dauvergne            | Itala Tipo 61 S 2000          | Itala 2.0L I6        | 130       |
| 9     | 1.5   | 28 | –                                      | S.C.H. Davis William Urquhart-Dykes           | Alvis TA                      | Alvis 1.5L I4        | 130       |
| 10    | 1.1   | 35 | –                                      | Georges Casse André Rousseau                  | Salmson GS                    | Salmson 1.1L I4      | 127       |
| 11    | 2.0   | 16 | F.E. Metcalfe                          | Andre d'Erlanger Douglas Hawkes               | Lagonda OH 2 Litre Speed      | Lagonda 2.0L I4      | 126       |
| 12    | 1.5   | 29 | Pierre Fenaille                        | Maurice Benoist Louis Balart                  | Tracta                        | S.C.A.P. 1.5L I4     | 121       |
| 13    | 1.1   | 37 | –                                      | Lucien Desvaux Pierre Goutte                  | Lombard AL3                   | Lombard 1.1L I4      | 116       |
| 14    | 1.1   | 36 | Etablissements Henri Precioux (E.H.P.) | Guy Bouriat Pierre Bussienne                  | E.H.P.                        | C.I.M.E. 1.1L I6     | 115       |
| 15    | 2.0   | 19 | –                                      | Gaston Duval Gaston Mottet                    | S.A.R.A. SP7                  | S.A.R.A. 1.8L I6     | 114       |
| 16    | 1.1   | 31 | Pierre Fenaille                        | Roger Bourcier Hector Vasena                  | Tracta                        | S.C.A.P. 1.1L I4     | 110       |
| 17    | 1.1   | 42 | Pierre Fenaille                        | Jean-Albert Grégoire Fernand Vallon           | Tracta                        | S.C.A.P. 1.1L I4     | 108       |
| 18 NU | 1.5   | 24 | –                                      | Henri Guilbert André Lefèbvre                 | S.C.A.P.                      | S.C.A.P. 1.5L I4     | 95        |
| 19 NU | 1.1   | 39 | –                                      | Lucien Lemesle Henry Godard                   | S.C.A.P.                      | S.C.A.P. 1.1L I4     | 91        |
| 20 NU | 1.5   | 26 | Aston Martin Ltd. Lord Charnwood       | Jack Bezzant Cyril Paul                       | Aston Martin 1½ International | Aston Martin 1.5L I4 | 82        |
| 21 NU | 5.0   | 2  | Bentley Motors Ltd.                    | Dr. Dudley Benjafield Frank Clement           | Bentley 4½ Litre              | Bentley 4.4L I6      | 71        |
| 22 NU | 5.0   | 5  | –                                      | Cyril de Vere Louis Chiron                    | Chrysler 72                   | Chrysler 4.1L I6     | 66        |
| 23 NU | 1.1   | 41 | –                                      | Fernand Gabriel Louis Paris                   | Ariès 8-10 CV                 | Ariès 1.1L I4        | 51        |
| 24 NU | 2.0   | 14 | –                                      | Louis Charavel „Christian”                    | Itala Tipo 61 S 2000          | Itala 2.0L I6        | 50        |
| 25 NU | 1.5   | 21 | –                                      | Henri de Costier Sosthène de la Rochefoucauld | Alphi                         | Alphi 1.5L I4        | 45        |
| 26 NU | 1.5   | 25 | Aston Martin Ltd. Lord Charnwood       | A.C. Bertelli Capt. George E.T. Eyston        | Aston Martin 1½ International | Aston Martin 1.5L I4 | 32        |
| 27 NU | 1.1   | 30 | –                                      | J. Hasley Albert Perrot                       | Salmson GS                    | Salmson 1.1L I4      | 30        |
| 28 NU | 2.0   | 20 | –                                      | Emile Maret Gonzaque Lécureul                 | S.A.R.A. SP7                  | S.A.R.A. 1.8L I6     | 25        |
| 29 NU | 2.0   | 18 | F.E. Metcalfe                          | Capt. R. Clive Gallop Maj. E.J. Hays          | Lagonda OH 2-Litre Speed      | Lagonda 2.0L I4      | 23        |
| 30 NU | 1.1   | 40 | –                                      | Arthur Duray Roger Denalo                     | Ariès 8-10CV                  | Ariès 1.1L I4        | 22        |
| 31 NU | 2.0   | 15 | F.E. Metcalfe                          | F.H.P. Samuelson Frank King                   | Lagonda OH 2-Litre Speed      | Lagonda 2.0L I4      | 13        |
| 32 NU | 5.0   | 6  | –                                      | Goffredo Zehender Jérôme Ledure               | Chrysler 72                   | Chrysler 4.1L I6     | 5         |
| 33 NU | 3.0   | 9  | –                                      | Robert Laly Louis Rigal                       | Ariès Surbaissée 3-Litre      | Ariès 3.0L I4        | 3         |
| Poz.  | Klasa | Nr | Zespół                                 | Kierowcy                                      | Samochód                      | Silnik               | Okrążenia |

| Legenda | Legenda                       |
| ------- | ----------------------------- |
| 4       | Zwycięzcy poszczególnych klas |
| 7       | Najszybsze okrążenie          |
| 31 NU   | Nie ukończyli                 |